# 曾景牧
曾景牧（1920年—2016年4月2日）是中國藉天主教主教，也是道明會會士，余江教区第六任主教。

## 生平
曾景牧生於1920年的中國。十歲時入讀餘江教區的文珊修道院。於1949年晉鐸後，到縣裡傳教。1950年後，因為他不肯加入中國天主教愛國會，而導致其後多次被捕入獄。他在文化大革命期間，曾三次被人在飯裡下毒。後來，在鄱陽湖附近被強迫勞動改造，負責耕種的工作。
直至1989年獲釋，並1990年秘密接受祝聖晉牧。接任由1950年被驅逐出境的光一幸主教，而一直從缺江西省余江教区正權主教。2000年加入道明會，翌年與教區神父避靜期間被捕，在一個多星期後獲釋。
2012年榮休後由一位修生照料，並在家鄉居住受嚴密監控，公安和村民長期監視其活動。2014年，彭衛照神父接受秘密祝聖為餘江教區的繼任人。
於2016年3月26日曾景牧在住所內摔倒並碰傷，入住撫州市新市醫院接受治療。同年4月2日去世。享年84歲。由於中國政府不承認曾景牧的主教之身分。因此，公安不許遺體戴主教帽，並規定葬禮將於4月6日舉行。

## 觀點
曾景牧於2008年向天主教亞洲通訊社表示，他堅持認為天主教會與共產黨「沒有妥協的餘地」。他又表示中梵建交是沒有希望的，因為他曾在一本1958年出版的中國共產黨小冊子裡，發現有「梵蒂岡是中國人民的死敵」的字眼。